# جائزة هولندا الكبرى 1964
جائزة هولندا الكبرى 1964 هو سباق فورمولا 1 أقيم بتاريخ 24 مايو 1964 في حلبة بارك زانتفورت، هولندا. كان الثاني من أصل 10 في بطولة العالم لسباقات الفورمولا واحد موسم 1964. حلّ البريطاني جيم كلارك أولا بينما جاء البريطاني جون سورتيس في المركز الثاني.